# Terceira Guerra Ilírica
A Terceira Guerra Ilírica foi um conflito armado travado 168 a.C. entre as forças da República Romana e os ilírios. Foi a terceira e última das Guerras Ilírias, um conjunto de conflitos que culminaria com a anexação da Ilíria à República Romana.

## Contexto
Os romanos, que lutavam contra Perseu da Macedônia na Terceira Guerra Macedônica, estavam acampados perto do rio Genesus em 168 a.C. quando souberam das negociações para um possível tratado entre Perseu e Gêncio, do Reino da Ilíria.

## Guerra
Firmado o tratado, confirmado por um juramento e pela tradicional troca de reféns, Gêncio não esperou o pagamento da quantia prometida por Perseu e atacou os romanos. Mandou prender os dois legados que estavam presentes em sua corte e marchou contra Apolônia e Dirráquio. Como Gêncio se mostrou totalmente comprometido com a causa macedônica, Perseu decidiu se retirar sem pagar nada. Mesmo assim, Gêncio não pediu a paz e reuniu suas forças para a guerra.
Lúcio Emílio Paulo, o comandante romano na guerra contra Perseu, encarregou Lúcio Anício Galo de conduzir as operações contra os ilírios de Gêncio. Acampado perto de Apolônia, Anício Galo decidiu, logo depois de receber suas ordens, marchar em direção a Ápio Cláudio, que estava acampado perto do rio Genuso, antes de atacar os ilírios. Porém, informado de que piratas ilírios estavam arrasando toda a costa entre Apolônia e Dirráquio, ele decidiu atacá-los, capturando uns poucos e botando em fuga os demais. Sabendo que Ápio Cláudio estava cercado pelas forças de Gêncio, Anício marchou rapidamente para ajudá-lo. As notícias de sua chegada provocaram grande temor entre os ilírios, que levantaram o cerco e se refugiaram na poderosa fortaleza de Escodra, deixando um grande contingente para trás, que rapidamente se rendeu aos romanos.
Anício foi clemente com os prisioneiros e, por conta disto, todas as cidades ilíricas seguiram o exemplo do exército de Gêncio, o que permitiu que os romanos chegassem rapidamente a Escodra. À frente das muralhas da cidade, Gêncio deu combate às forças romanas, mas foi facilmente derrotado. O rei ilírio, aterrorizado pela rapidez com que perdia suas forças, pediu uma trégua de três dias. Ele esperava que, neste ínterim, seu irmão, Caravâncio, conseguisse se unir a ele com reforços. Quando ele não apareceu e sem notícias de ajuda da Macedônia, Gêncio saiu da muralha e foi até o acampamento romano para se render incondicionalmente.
Os romanos, liderados por Anício Galo, entraram em Escodra e libertaram os legados aprisionados pelos ilírios, um dos quais ele mandou a Roma para informar ao Senado de sua vitória. A campanha inteira durou menos de trinta dias. O Senado decretou três dias de festas pela vitória e, quando retornou para Roma, Lúcio Anício Galo celebrou seu próprio triunfo sobre Gêncio e os ilírios.